# سنجاب صخري فوريستي
سنجاب صخري فوريستي (الاسم العلمي:Sciurotamias forresti) (بالإنجليزية: Forrest's Rock Squirrel)‏ هو نوع من الحيوانات يتبع جنس السنجاب صخري من فصيلة سنجابية.